# Turkestanische Tulpe
Die Turkestanische Tulpe (Tulipa turkestanica), auch Turkestan-Tulpe genannt, ist eine Pflanzenart aus der Gattung der Tulpen (Tulipa) in der Familie der Liliengewächse (Liliaceae). Sie ist eine der am frühesten im Jahr blühenden Tulpenarten.

## Merkmale

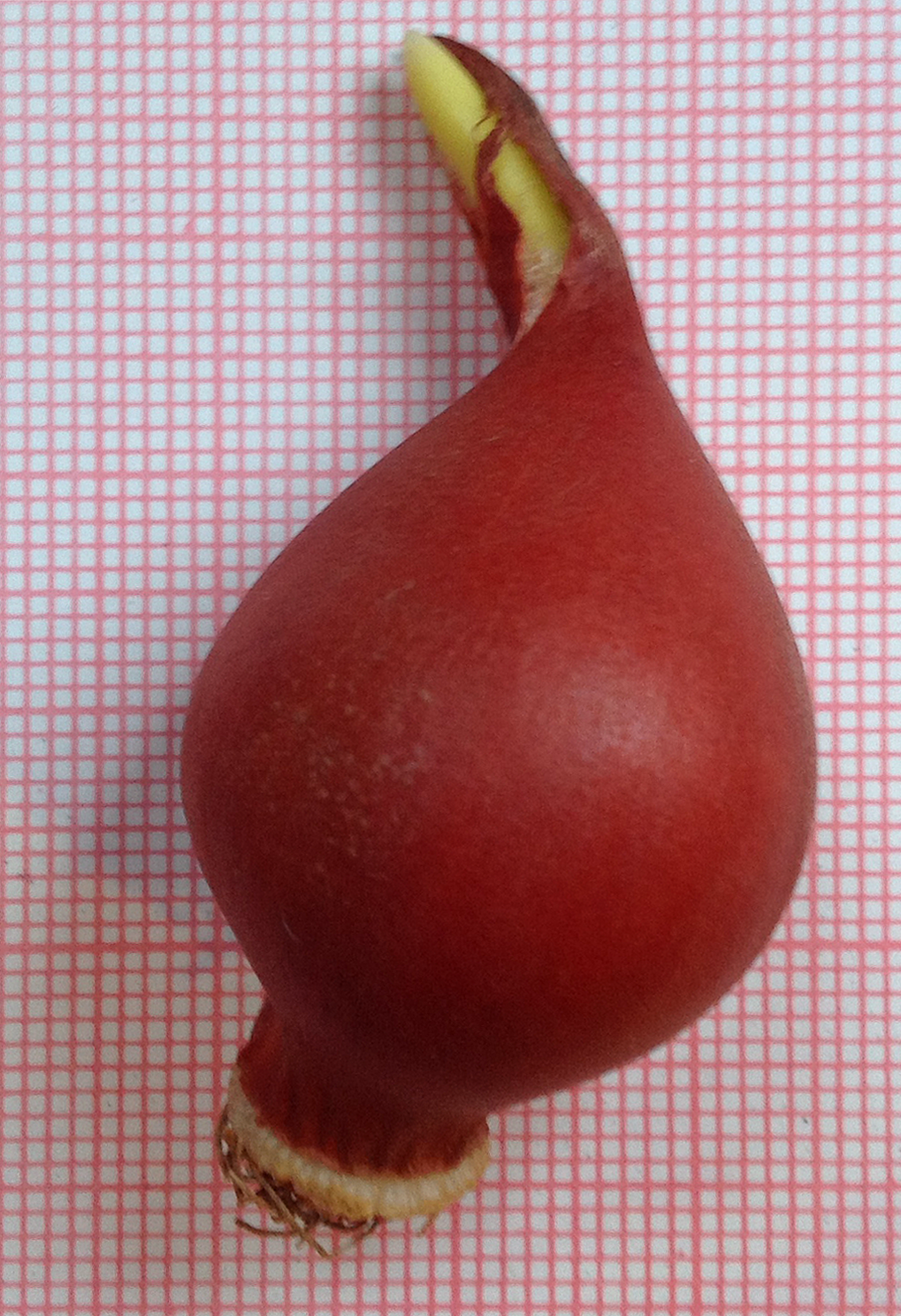
Zwiebel der Turkestanischen Tulpe im Winter

Die Turkestanische Tulpe ist eine ausdauernde krautige Pflanze, die Wuchshöhen von 10 bis 30 Zentimeter erreicht. Dieser Geophyt bildet Zwiebeln als Überdauerungsorgane aus. Die Hülle der Zwiebeln ist innen seidig-filzig behaart. Es sind (zwei bis) meist vier bis fünf Laubblätter vorhanden. Diese sind blaugrün, matt, bandförmig, bis 15 Zentimeter lang und 0,5 bis 2,5 Zentimeter breit. 
Der weiß flaumhaarige Stängel trägt (zwei bis) vier bis acht (bis zwölf) Blüten. Die Knospe ist aufrecht. Die Blüten sind breit glockig und verschmälern sich am Grund. Die Blütenhüllblätter sind an der Oberseite elfenbeinweiß und haben einen gelben Grund. Die äußeren Blütenhüllblätter messen 1,2 bis 2,5 × 0,3 bis 0,6 Zentimeter und sind schmaler als die inneren. Die inneren Blütenhüllblätter sind spitz und messen 1,1 bis 2,4 × 0,4 bis 1,1 Zentimeter. Die Staubfäden und Blütenhüllblätter sind am Grund behaart. Es sind zwei Kreise mit je drei Staubblättern vorhanden. Die Staubbeutel sind purpurn, braun oder gelb gefärbt und haben eine dunkle Spitze. Der Fruchtknoten trägt einen kurzen Griffel.

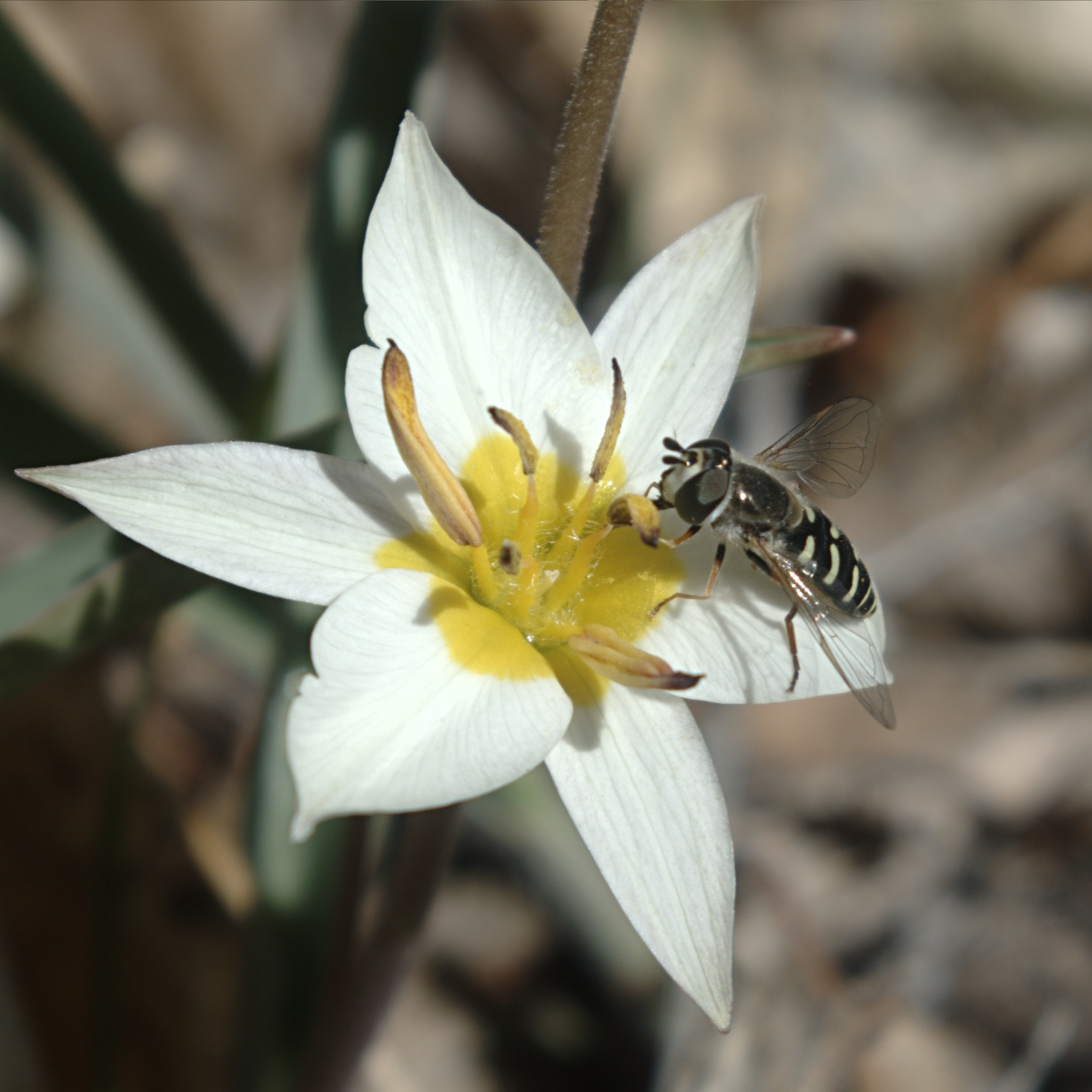
Blüte

Die Blütezeit liegt im März, manchmal auch noch im April.

## Vorkommen
Die Turkestanische Tulpe kommt im West-Tianschan und West-Pamir in montanen bis subalpinen Ahorn- und Wacholdergebüschen sowie in Steppen in Höhenlagen von 800 bis 3000 Meter vor.

## Taxonomie
Die Turkestanische Tulpe wurde 1873 von Eduard August von Regel in Trudy Imperatorskago S.-Peterburgskago Botaniceskago Sada. Acta Horti Petropolitani Band 2, Seite 443 als Varietät Tulipa sylvestris var. turkestanica erstbeschrieben. Regel selbst erhob sie 1875 in Trudy Imperatorskago S.-Peterburgskago Botaniceskago Sada. Acta Horti Petropolitani Band 3, Teil 2, Seite 296 als Tulipa turkestanica (Regel) Regel in den Rang einer Art.

## Nutzung
Die Turkestanische Tulpe wird zerstreut als Zierpflanze in Rabatten und Steingärten genutzt. Sie ist seit spätestens 1880 in Kultur.